# Zlatorog (pripovedka)
Zlatorog je slovenska ljudska pripovedka. 

## O pripovedki
Pripovedka o Zlatorogu se je v slovenskem in tudi v ruskem ljudskem izročilu ohranila mnogo stoletij kot posledica usodne soodvisnosti med naravo in človekom. Take vrste pripovedk poznajo tudi v albanskih gorah, pri Južnih Slovanih, v Grčiji in v širšem vzhodnem alpskem prostoru. Leta 1868 je pripovedko o Zlatorogu kot prvi objavil Karel Dežman (Deschmann) v ljubljanskem nemškem dnevniku Laibacher Zeitung. Ta zapis je navdušil nemškega pesnika Rudolfa Baumbacha, ki jo je prelil v verze in jo objavil leta 1877. Anton Funtek je leta 1886 pesnitev prevedel v slovenščino.

### Vsebina
V Jezerski dolini in skalni Komni so nekoč bivale bele žene, ki so pomagale siromakom v stiskah. Izogibale so se njihovim zahvalam in če se jim je kdo približal v visoki dolini, so ga odvrnile iz poti z grozečimi gibi; s plazovi, nalivi ali točo. Te bele žene pa so imele bele koze, ki so se pasle na steni, ki pada strmo v Soško dolino. Koze je pasel neranljivi Zlatorog. Če ga je strelec zadel, je iz njegove krvi zraslo čudovito zelišče, po imenu triglavska roža. Po zaužitju tega zelišča je Zlatorog v hipu ozdravel. Zlatorogovi zlati rogovi so bili ključ do skritih zakladov pod goro Bogatin, ki jih čuva stoglavi zmaj. 
Nekoč je ob cesti v Trbiž, kjer se stekata Soča in Koritnica, stala krčma. Krčmarjeva hči je imela veliko snubcev, a ona je ljubila le trentarskega lovca, ki je slovel kot najboljši lovec daleč naokrog. Kljub temu da je poznal vse bogastvo gora, ji nikoli ni prinesel darila, niti triglavske rože ne. Sporekla sta se in deklica je uslišala bogatega beneškega kramarja, ki ji je že ob prvem snidenju podaril biserno ogrlico. To pa je trentarskega lovca prisililo v odločitev, da najde ključ od Bogatina. Pri tem mu je pomagal Zeleni lovec, mož, ki ni bil ravno na dobrem glasu. Trentarski lovec je ustrelil Zlatoroga in z Zelenim možem sta mu sledila do strme pečine. Tam sta našla najlepše triglavske rože, med njimi tudi planike, iz katerih je kuhal slepi materi zdravilo za oči. Ob misli na mater je mladenič hotel opustiti svoj namen, a ga je Zeleni lovec zbadal. Zlatorog je medtem použil nekaj zelišča in spet je bil pri močeh. V svojem besu je porinil lovca preko pečine. Njegovo truplo je naslednjo pomlad priplavalo pred krčmo, s šopkom triglavskih rož v rokah.
Bele žene so od takrat naprej Jezersko dolino za vedno zapustile. S seboj so vzele tudi bele koze. Raj se je spremenil v kamnito melišče, saj je Zlatorog v svoji jezi vse porušil. Še danes se v skalovju poznajo sledovi njegovih rogov. Danes je Zlatorog slovenski narodni mit in ob Triglavu simbol naših gora.